# Абсентизм
Абсенти́зм (фр. absinthisme) — форма хронического алкоголизма, возникающая вследствие злоупотребления абсентом. Впервые описан Валантеном Маньяном в 1871 году.
Абсентизм возникает не только из-за пристрастия к алкоголю, но также из-за пристрастия к туйону, наркотическому элементу, который содержится в полыни. При абсентизме наблюдаются головокружение, слуховые и зрительные галлюцинации, имеется склонность к эпилептоидным припадкам.

## История
Признаки этого синдрома были замечены ещё в 50-е годы XIX века, они включали в себя: заторможенность в мышлении, спутанное сознание, восприятие мира, зачастую возникала мания преследования, зрительные сюрреалистические галлюцинации. Впервые описан абсентизм был Валантеном Маньяном в 1871 г. Доктор Эмиль Лансеро в 1880м году, записывая признаки абсентизма, отмечал у больных: наличие сильных зрительных галлюцинаций, эффекта «мерцающего света». Больные могли видеть в галлюцинациях и кровожадных животных и испытывать зуд как будто у них по коже бегают насекомые, и стоять на краю пропасти, слышать вой, крики.
У молодых женщин и девушек, хорошо заметный, хронический абсентизм появляется после 8 – 10 месяцев употребления абсента. Врачи были особо озабоченны лёгкостью возникновения женского абсентизма, т.к. он приводил к разрушению старой личности и возникновении новой. Эта новая женская личность отличается от себя «старой» и умственно и физически может существовать какое-то время со своими дефектами и порочными наклонностями. Эта новая личность была открыта для болезней, постепенно деградировала, обретала бесплодность – со временем гасла, тем самым разрушая семью женщины.

## Абсент
Абсент — это спирт, приправленный белой полынью, анисом, фенхелем, римской полынью и иссопом, часто с добавлением дополнительных специй. Цвет абсента может быть зелёным или бесцветным в зависимости от рецепта. 